# Plotheia lativittifera
Plotheia lativittifera är en fjärilsart som beskrevs av Embrik Strand 1917. Plotheia lativittifera ingår i släktet Plotheia och familjen trågspinnare. Inga underarter finns listade i Catalogue of Life.